# Feyisa Lilesa

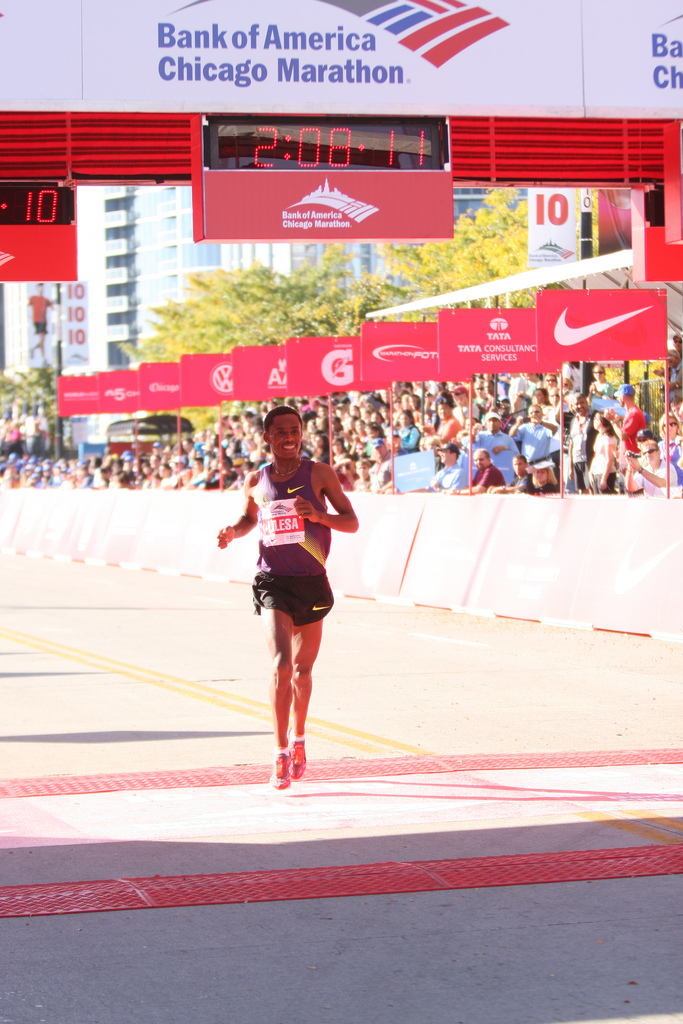
Feyisa Lilesa passeert de finish van de marathon van Chicago in 2010.

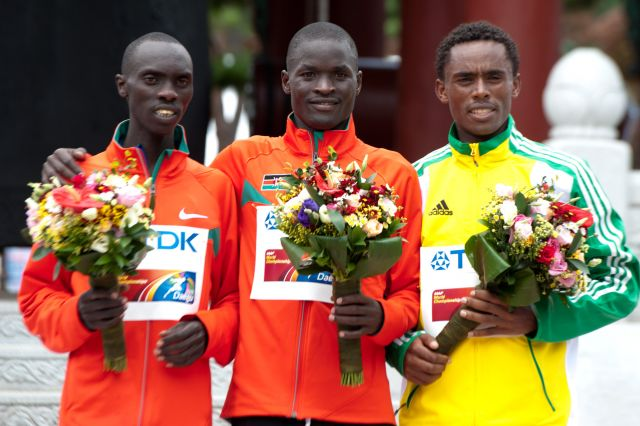
Lilesa (rechts) op het podium in Daegu, WK 2011.

Feyisa Lilesa (1 februari 1990) is een Ethiopische atleet, die is gespecialiseerd in de marathon. Hij nam eenmaal deel aan de Olympische Spelen en won bij die gelegenheid een zilveren medaille.

## Biografie

### Begin carrière
Lilesa deed op internationaal niveau voor het eerst van zich spreken bij de wereldkampioenschappen veldlopen van 2008 in Edinburgh. Hij werd toen veertiende bij de junioren en droeg er met deze prestatie toe bij, dat het Ethiopische team in het landenklassement op de tweede plaats eindigde. In mei nam hij vervolgens deel aan de eerste editie van de 10 km van Bangalore, waar hij in 28.35 als vijfde eindigde.
Een jaar later maakte Lilesa op de WK veldlopen, die deze keer in het Jordaanse Amman plaatsvonden, opnieuw deel uit van de Ethiopische afvaardiging, ditmaal bij de senioren. En andermaal resulteerde dit voor hem in een zilveren medaille, want met zijn twaalfde plaats droeg hij opnieuw bij tot het teamresultaat in het landenklassement. Vervolgens reisde hij door naar de Verenigde Staten, waar hij in april in New Orleans deelnam aan de Crescent City Classic, een race over 10 km, die hij in een PR-tijd van 28.20 als tweede beëindigde, twee seconden achter winnaar Mark Kiptoo. Alvorens zich aan een marathon te wagen testte hij zijn conditie in september eerst in de halve marathon van Virginia Beach, waar hij in 1:02.15 opnieuw tweede werd achter een Keniaanse rivaal, William Chebor. Ten slotte debuteerde hij in oktober van dat jaar op de marathon in Dublin en die won hij wel. Op zijn negentiende leek Feyisa Lilesa zijn favoriete discipline, de marathon, te hebben gevonden.

### Successen op de marathon
In januari 2010 liep Lilesa naar de overwinning op de marathon van Xiamen. Met zijn winnende tijd van 2:08.47 verbeterde hij daar het parcoursrecord. Daarna was in april Rotterdam aan de beurt, waar hij tot de aansprekende tijd van 2:05.23 kwam. Met deze tijd werd hij op zijn twintigste de derde Ethiopiër ooit op de marathon, achter Haile Gebrselassie en Tsegay Kebede. Desondanks kwam hij er in Rotterdam niet verder mee dan de vierde plaats, want voor hem liepen Patrick Makau (2:04.48), Geoffrey Mutai (2:04.55) en Vincent Kipruto (2:05.13) zich alle drie de top-tien van snelste marathonlopers ooit binnen. In oktober nam hij vervolgens deel aan de marathon van Chicago, waar hij in 2:08.13 derde werd, na voor meer dan de helft van de wedstrijd met de koplopers Tsegaye Kebede en Samuel Wanjiru te zijn opgelopen. Meelopen met de kop deed hij een maand later ook op de halve marathon van New Delhi, om uiteindelijk als vijfde te finishen in 1:00.33.

### Brons op WK
Aan het begin van 2011 nam Lilesa, zoals steeds sinds 2008, deel aan de WK veldlopen en opnieuw leverde dat het Ethiopische team, mede door Lilesa's bijdrage (een zeventiende plaats) de zilveren medaille op in het landenklassement bij de senioren. Op de marathon van Rotterdam in april zat hij er deze keer, in tegenstelling tot het jaar ervoor, veel minder goed bij en met een zevende plaats in 2:11.42 presteerde hij beneden de verwachtingen. Op de marathon tijdens de wereldkampioenschappen in Daegu was hij echter weer in uitstekende vorm en met een derde plaats in 2:10.32 achter de Kenianen Abel Kirui (goud in 2:07.38) en Vincent Kipruto (zilver in 2:10.06) veroverde hij daar het brons.

### Gepasseerd voor OS 2012
In 2012 begon Lilesa het jaar erg sterk met een overwinning in de halve marathon van Houston. Hij finishte voor het eerst in zijn loopbaan binnen het uur. Met zijn winnende 59.22 vestigde hij tevens een parcoursrecord. In Ras al-Khaimah deed hij er een maand later echter twee minuten langer over en werd hij in 1:01.52 vijfde, gevolgd door een derde plaats op de halve marathon van New York in 1:00.45. Op de 10 km in Bangadore miste hij met een vierde plaats weer net het podium, waarna hij niet werd opgenomen in de Ethiopische afvaardiging naar de Olympische Spelen in Londen. Van de Ethiopische atleten die wèl waren ingeschreven voor de marathon in Londen zou echter niemand de race uitlopen! In juli werd hij in de halve marathon van Bogota tweede in 1:03.18, waarna hij het jaar afrondde met een fraaie tweede plaats in de marathon van Chicago in een persoonlijk record van 2:04.52. Winnaar Tsegay Kebede was veertien seconden sneller.

### Goud met landenteam bij WK veldlopen
In 2013 prolongeerde Lilesa zijn titel in Houston door de halve marathon daar opnieuw te winnen, ditmaal in 1:01,54, waarna hij in Ras al-Kaimah nu vierde werd in 59.25, slechts drie seconden boven zijn PR. Vervolgens werd hij in Addis Ababa nationaal kampioen veldlopen bij de Jan Meda International, die tevens als selectiewedstrijd gold voor deelname aan de WK veldlopen. Voor Lilesa kwam deze overwinning echter vrij onverwacht; hij had immers al getekend voor deelname aan de marathon van Londen in april. Desondanks nam hij in maart deel aan de WK veldlopen, waar hij met een negende plaats -zijn beste WK-resultaat in dit metier- in belangrijke mate bijdroeg aan de gouden medaille die het Ethiopische team in het landenklassement veroverde. In Londen kon hij een maand later het tempo van de top-drie echter niet volgen en werd hij op een kleine minuut achterstand vierde in 2:07.46. Was het een voorbode van een teruglopende vorm? Feit is dat hij later dat seizoen, bij de WK in Moskou, op de marathon geen volgende medaille wist te winnen; hij moest de strijd voortijdig staken.
Het jaar dat volgde, 2014, was beslist niet het beste jaar uit de carrière van Feyisa Lilesa. Alleen een negende plaats op de marathon van Londen in 2:08.26 is vermeldenswaard. In 2015 ging het daarentegen weer een stuk beter. In januari nam hij deel aan de marathon van Dubai en liep hij met 2:06.35 al direct zijn beste jaartijd. Opvallend detail van deze marathon is, dat de eerste twaalf plaatsen werden bezet door atleten uit Ethiopië. Lilesa werd er vierde. De volgende marathon waaraan hij deelnam was die van Rotterdam in april, waar hij vijfde werd in 2:09.55, waarna hij in september bij op de marathon van Berlijn eindelijk weer eens een podiumplaats veroverde; hij werd er derde in 2:06.57. Hij kon hieraan deelnemen, omdat hij een maand eerder niet aanwezig was geweest op de WK in Peking. De Ethiopische bond had hiervoor de voorkeur gegeven aan enkele van zijn vele andere snelle landgenoten op de marathon.

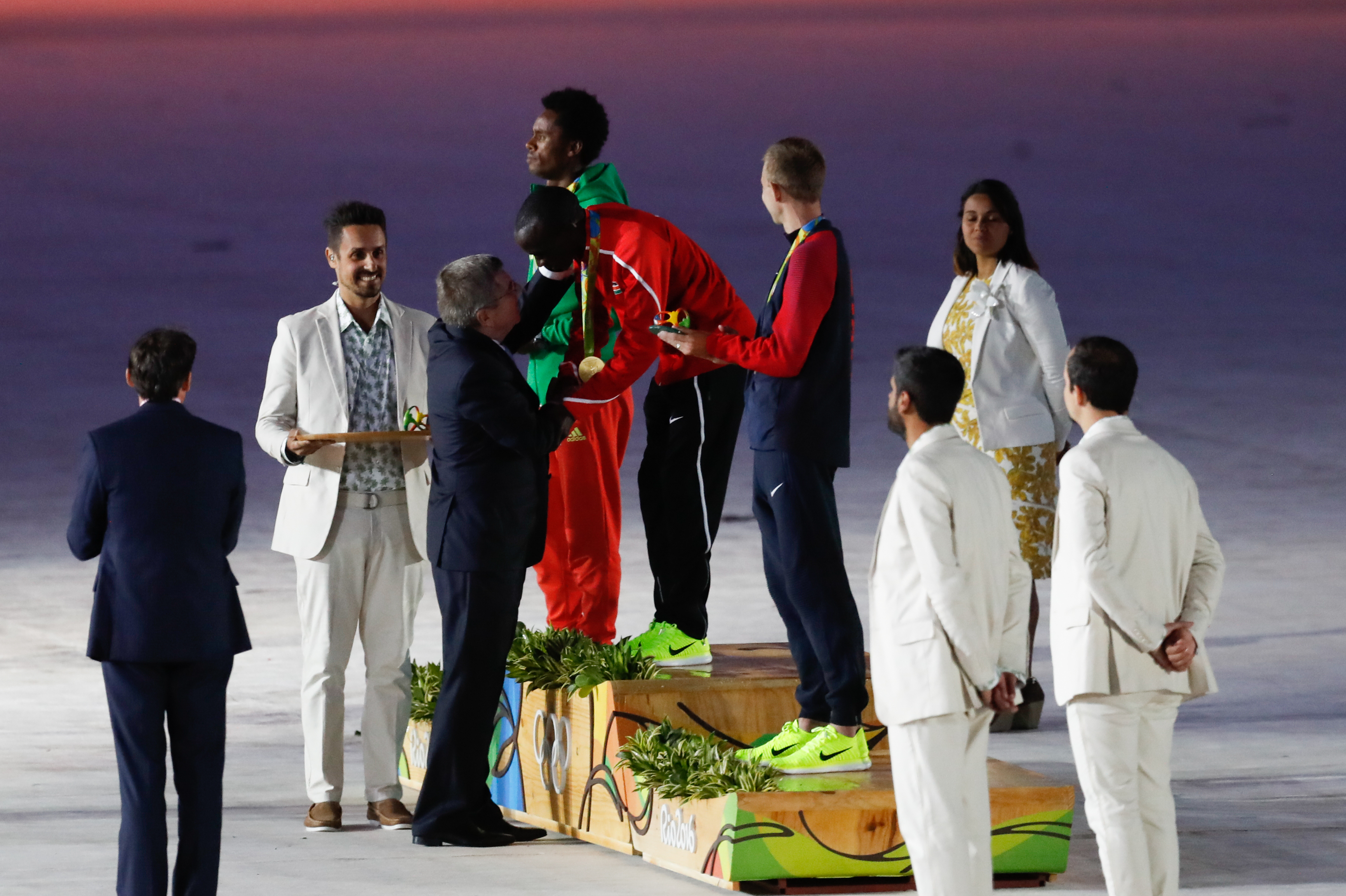
Feyisa Lilesa (links op het podium) bij de prijsuitreiking tijdens de Spelen van 2016 in Rio.

### Olympisch zilver
In 2016 won Lilesa de prestigieuze marathon van Tokio in 2:06.56. Hij was nu zo constant geworden in zijn prestaties, dat hij later dat jaar nu weer wel voor Ethiopië uit mocht komen op de marathon bij de Olympische Spelen van Rio. En met succes, want met een tijd van 2:09.54 won hij er een zilveren medaille. Uit protest tegen de politieke onderdrukking door de Ethiopische regering van de Oromo's in zijn land kruiste hij echter zijn armen boven zijn hoofd bij zowel de finish als de medaille-uitreiking. Ondanks garantie van de Ethiopische regering dat hij niet gestraft zou worden voor deze actie, keerde hij niet terug naar zijn eigen land. In een persconferentie in Washington D.C. op 14 september 2016 drong Lilesa er bij de internationale gemeenschap en vooral bij de Verenigde Staten, een bondgenoot van Ethiopië, op aan om druk uit te oefenen op de Ethiopische regering om de Oromo's hun burgerrechten toe te kennen, want anders kon er in zijn land weleens een ernstig etnisch conflict ontstaan. Ondanks dat gaf hij hierbij tevens aan, graag zijn land te willen blijven vertegenwoordigen.

## Persoonlijke records
Baan
| Onderdeel | Prestatie | Datum        | Plaats            |
| --------- | --------- | ------------ | ----------------- |
| 5000 m    | 13.34,80  | 4 juli 2008  | Lugano            |
| 10.000 m  | 27.46,97  | 12 juli 2008 | Pergine Valsugana |

Weg
| Onderdeel      | Prestatie | Datum             | Plaats         |
| -------------- | --------- | ----------------- | -------------- |
| 10 km          | 27.38     | 4 oktober 2008    | Rovereto       |
| 15 km          | 42.15     | 15 februari 2013  | Ras al-Khaimah |
| 20 km          | 56.19     | 15 januari 2012   | Houston        |
| halve marathon | 59.22     | 15 januari 2012   | Houston        |
| 25 km          | 1:13.25   | 27 september 2015 | Berlijn        |
| 30 km          | 1:27.50   | 21 april 2013     | Londen         |
| marathon       | 2:04.52   | 7 oktober 2012    | Chicago        |

## Palmares

### 5000 m
- 2008:  Trofeo Citta di Lugano - 13.34,80
- 2009:  Pennsylvania Distance Festival in West Chester - 13.55,31

### 10.000 m
- 2008:  Meeting Internazionale di Atletics Leggera in Pergine - 27.46,97
- 2009: 5e CCH International Meeting in Casablanca - 28.22,1

### 10 km
- 2007:  Great Ethiopian Run - 29.20,3
- 2008: 5e Sunfeast World in Bangalore - 28.35
- 2008:  Great Ethiopian Run - 29.07
- 2009:  Crescent City Classic in New Orleans - 28.20
- 2009:  Great Ethiopian Run - 28.41
- 2010:  Sunfeast World in Bangalore - 28.23
- 2012: 4e TCS World in Bangalore - 28.30

### 15 km
- 2015:  São Silvestre in São Paulo - 44.38

### 10 Eng. mijl
- 2009:  Credit Union Cherry Blossom - 45.58

### halve marathon
- 2008:  halve marathon van Udine - 1:02.26
- 2008:  halve marathon van Agadir - 1:03.49
- 2009:  halve marathon van Virginia Beach - 1:02.15
- 2010: 5e halve marathon van New Delhi - 1:00.33
- 2012:  halve marathon van Houston - 59.22
- 2012: 5e halve marathon van Ras al-Khaimah - 1:01.52
- 2012:  halve marathon van New York - 1:00.45
- 2012:  halve marathon van Bogota - 1:03.18
- 2013:  halve marathon van Houston - 1:01.54
- 2013: 4e halve marathon van Ras al-Khaimah - 59.25
- 2016:  halve marathon van Yangzhou - 1:00.45
- 2017:  halve marathon van Houston - 1:01.14
- 2017:  halve marathon van New York - 1:00.04
- 2017:  halve marathon van Bogota - 1:04.30
- 2017:  Great North Run - 1:01.32
- 2018:  halve marathon van Houston - 1:00.20
- 2018:  halve marathon van San Diego - 1:02.18

### marathon
- 2009:  marathon van Dublin – 2:09.12
- 2010:  marathon van Xiamen – 2:08.47
- 2010:  Chicago Marathon – 2:08.10
- 2010: 4e marathon van Rotterdam – 2:05.23
- 2011: 7e marathon van Rotterdam – 2:11.42
- 2011:  WK - 2:10.32
- 2012: 10e marathon van Londen – 2:08.20
- 2012:  Chicago Marathon – 2:04.52
- 2013: 4e marathon van Londen - 2:07.46
- 2013: DNF WK
- 2014: 9e marathon van Londen - 2:08.26
- 2015: 4e marathon van Dubai - 2:06.35
- 2015: 5e marathon van Rotterdam - 2:09.55
- 2015:  marathon van Berlijn - 2:06.57
- 2016:  marathon van Tokio - 2:06.56
- 2016:  OS - 2:09.54
- 2016: 4e marathon van Honolulu - 2:15.56
- 2017: 14e Chicago Marathon – 2:14.49
- 2017: 12e marathon van Londen - 2:14.12
- 2018: 6e marathon van Tokio - 2:07.30

### veldlopen
- 2008: 14e WK voor junioren (8 km) - 23.18
- 2009: 12e WK in Amman - 35.22
- 2010: 25e WK in Bydgoszcz - 34.27
- 2011: 17e WK in Punta Umbria - 35.13
- 2013: 9e WK in Bydgoszcz - 33.22